# Hämeenkoski
Hämeenkoski ist eine ehemalige Gemeinde in Südfinnland. Sie lag 30 km westlich der Stadt Lahti in der Landschaft Häme. Am 1. Januar 2016 wurde die Gemeinde nach Hollola eingemeindet. Die Gemeinde hatte eine Landfläche von 187,79 km² und eine Binnengewässerfläche von 7,85 km². Sie hatte am 30. September 2014 2097 Einwohner.

Wappen von Hämeenkoski

Bis 1995 hieß die Gemeinde Koski Hl; der Namenszusatz Hl stand für die 1997 aufgelöste Provinz Häme, zu dem die Gemeinde zählte, und unterschied sie von der gleichnamigen Gemeinde Koski in der westfinnischen Provinz Turku und Pori, die bis heute den offiziellen Namen Koski Tl führt. Koski bestand zwischen 1410 und 1540 als eigenständiges Kirchspiel, wurde dann aber der Gemeinde Lammi zugeschlagen. Mit der Verwaltungsreform 1865 wurde Koski wieder als politische Gemeinde selbständig.
Hämeenkoski umfasste die Orte Etola, Hankala, Huhti, Huljala, Hyrkkälä, Hyväneula, Järvenpää, Kaunkorpi, Koski, Käikälä, Leiniälä, Miehola, Padonmaa, Porvola, Putula, Saapas, Tenhiälä, Toijala und Töykkylä. Das Gemeindezentrum liegt am Nordufer des Sees Valkjärvi.

## Persönlichkeiten
- Juho Kusti Paasikivi (1870–1956), Politiker und Präsidenten Finnlands